# Claude Aveline

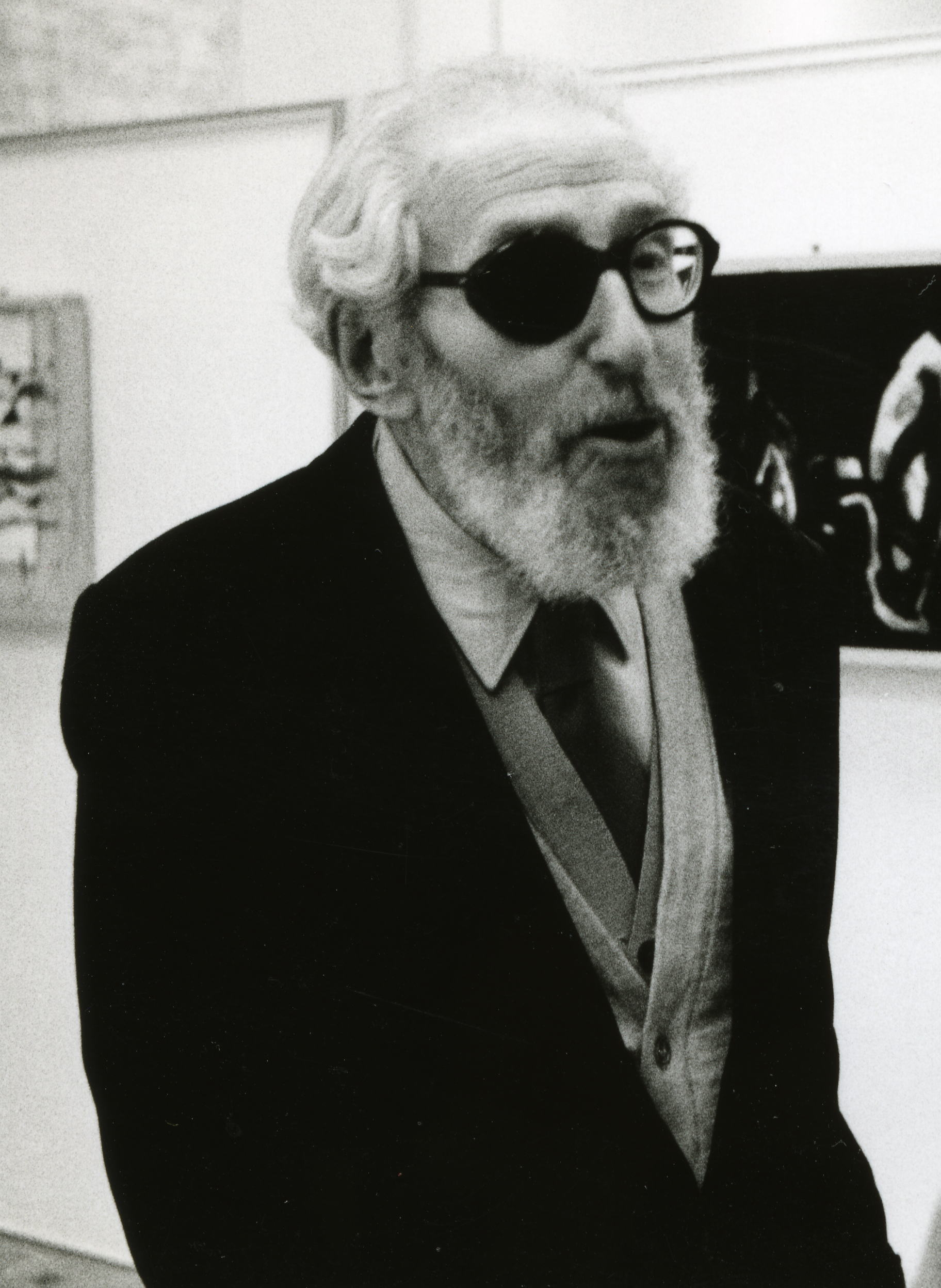
Claude Aveline im Jahre 1989

Claude Aveline, eigentlich Eugen Avtsine, (* 19. Juli 1901 in Paris; † 4. November 1992 ebenda) war ein französischer Schriftsteller.

## Leben
Avelines Eltern flüchteten 1891 aus dem russischen Kaiserreich, um den Pogromen zu entkommen. Dort ließen sie sich in Paris nieder und bekamen unter Staatspräsident Émile Loubet die französische Staatsbürgerschaft. 
Aveline absolvierte seine Schulzeit am Lycée Henri IV (Paris) und am Lycée Hoche (Versailles). Den Ersten Weltkrieg erlebte Aveline 1915 als Krankenpfleger. Nach Kriegsende besuchte Aveline in seiner Heimatstadt das Lycée Janson de Sailly, das er aber schon bald krankheitsbedingt verlassen musste. 1918/19 kurierte er sich in Cannes (Département Alpes-Maritimes) aus, und in dieser Zeit begann er auch mit ersten literarischen Versuchen. Dazu änderte er auch seinen Namen in „Claude Aveline“. 
Anatole France, der bereits 1919 durch einige Gedichte auf Aveline aufmerksam geworden war, protegierte ihn und wurde mit der Zeit auch einer seiner engsten Freunde. 1920 kehrte Aveline nach Paris zurück und bekam dort eine Anstellung als Redakteur einer Kunstzeitschrift. Im Alter von 21 Jahren gründete Aveline 1922 den Verlag „chez Claude Aveline éditeur“ und bezeichnete sich ab dieser Zeit stolz als „jüngster Verleger Frankreichs“. 
1923 erkrankte Aveline erneut und musste beinahe vier Jahre im Sanatorium von Fonte-Romeu (Département Pyrénées-Orientales) verbringen. Dort machte er die Bekanntschaft mit dem späteren Regisseur Jean Vigo, mit dem er zeit seines Lebens befreundet blieb. Er rief zu dessen Ehren den Prix Jean Vigo ins Leben und war 25 Jahre lang ein wichtiges Mitglied der Jury. 
Während des Zweiten Weltkriegs schloss sich Aveline der Résistance an und arbeitete auch an einer Untergrundzeitung mit. 
1967 schuf der Bildhauer Ossip Zadkine eine Büste von Aveline. Da Zadkine noch im selben Jahr verstarb, titulierte sich Aveline als „le dernier Zadkine“.

## Rezeption
Als Redakteur einer Kunstzeitschrift kam Aveline bald schon mit asiatischer Kunst in Berührung. Dies und sein Interesse für die asiatische Philosophie und Religion bewirkten, dass er 1922 mit seinem Werk La merveilleuse légende de Siddharta Gautama Bouddha erfolgreich debütieren konnte. 
1950 publizierte Aveline sein Gedicht Portrait de l’oiseau qui n’existe pas (Porträt eines nicht existierenden Vogels) und bat 1955 alle seine Freunde, es mit einem Porträt dieses Vogels zu illustrieren. Die daraus entstandene Veröffentlichung enthielt Werke von Henri-Georges Adam, Jean-Michel Atlan, Jean Bertholle, Roger Bissière, Zoran Mušič, Mario Prassinos, Gustave Singer, Maria Helena Vieira da Silva, Jacques Villon u. a. Als dieses Werk 1963 im Musée National d’Art Moderne (Paris) ausgestellt wurde, schenkte Aveline es diesem Museum.

## Ehrungen
- 1952 Grand Prix de Société des gens für seine Hörspiele
- 1955 Prix Italia für seine Hörspiele

## Werke (Auswahl)
Hörspiele
- Les prodigieux petit canard. 1957.
- Les chiens et la mort. 1959.
- L'exception. 1965.
- Hoffmann Canada. 1969.

Lyrik
- 10 Hymen. Edition de l'Orycte, Sigean 1980.
- De. Corti, Paris 1967.
- Papiers. Rennert, Lainseq 1974.

Kinderbücher
- Baba Diène et Morceau de sucre. Roman pour les enfants. Gallimard, Paris 1937 (Illustriert durch Jean Bruller).
- De quoi encore?. Conte pour les enfants. La Farandole, Paris 1974.
- L'arbre Tic-Tac. Conte pour les enfants. Editions Raisons d'être, Paris 1950.

Kriminalromane
- Der Briefmarkenhändler. Kriminalroman („L'abonné de la ligne U“). Rowohlt, Reinbek 1982, ISBN 3-499-15012-3 (früherer Titel Der Passagier der Linie U).
- Wagen 7, Platz 15. Kriminalroman aus dem alten Paris („Voiture 7 place 15“). Wunderlich, Tübingen 1978.
- Der Springbrunnen. Kriminalroman aus dem alten Paris („Le jet d'eau“). Rowohlt, Reinbek 1986, ISBN 3-499-15689-X.
- Das Tigerauge. Roman („L'œil de chat“). Leins, Tübingen 1975, ISBN 3-8052-0241-5.
- Der doppelte Tod des Frédéric Belot. Kriminalroman aus dem alten Paris („La double mort de Frédéric Belot“). Rowohlt, Reinbek 1985, ISBN 3-499-15591-5 (früherer Titel Der zweifache Tod).

Romane
- La quadrature du sort Zyklus

1. Le point du jour. Roman. Bordas, Paris 1989, ISBN 2-86311-176-0 (Nachdr. d. Ausg. Paris 1926).
2. Le prisonnier. Roman. Mercure de France, Paris 1971 (Nachdr. d. Ausg. Paris 1936).
3. Le poids du feu. Roman. Editions Mondiales, Paris 1974, ISBN 2-253-00027-2 (Nachdr. d. Ausg. Paris 1959).

- La vie de Philippe Denis Zyklus

1. Herbst der Leidenschaft. Roman („Madame Maillart“). Stahlberg, Karlsruhe 1950.
2. Les amours et les haines. Domat, Paris 1952.
3. Philippe. Domat, Paris 1955.

Sachbücher
- Rodin. L'homme et l'œuvre (= Collection consacrée aux artistes contemporains; 6). Les écrivains réunis, Paris 1927.
- Anatole France, le vivant. Fragments de mémoires 1919–1924 (= Les cahiers franciens; 7-9). Paris 1987.[2]
- Chroniques d'un cinéphile. 1931–1939. Séguir, Paris 1994, ISBN 2-84049-024-2.